# Landskrona BoIS
Landskrona BoIS (Landskrona Boll och Idrottssällskap, oftast bara nämnt som BoIS) är en svensk fotbollsklubb från Landskrona som spelar i Superettan säsongen 2024. Klubben har tillbringat sammanlagt 34 säsonger i Allsvenskan.
Landskrona BoIS grundades den 7 februari 1915 som ett resultat av en sammanslagning mellan två klubbar från Landskrona; IFK Landskrona och Landskrona BK (tidigare Diana BK). Landskrona BoIS var ett av de tolv medverkande lagen i den allra första säsongen av Allsvenskan år 1924-25. Sedan dess har laget lyckats avverka 34 säsonger i Allsvenskan, samt 58 säsonger i Sveriges näst högsta division. 
Klubben genomgick något av en storhetstid under 1970-talet som man efter ett lyckat kvalspel till högsta serien år 1970 tillbringade i Allsvenskan, vilket innebar ett antal placeringar högt upp i tabellen som följd. Under detta årtionde lyckades även Landskrona BoIS att vinna sin första titel; Svenska Cupen 1971-72, som är klubbens hittills enda inspelade titel. Klubben spelar sina hemmamatcher på Landskrona IP, som har en publikkapacitet på 9 000 åskådare. Klubben kallas ofta för Di randige eller Randigt, men ett mera klassiskt smeknamn är Skånes uruguayare.
Klubben utövade även ishockey i slutet av 1950-talet och början av 1960-talet.

## Historia

### Fotbollens rötter i Landskrona

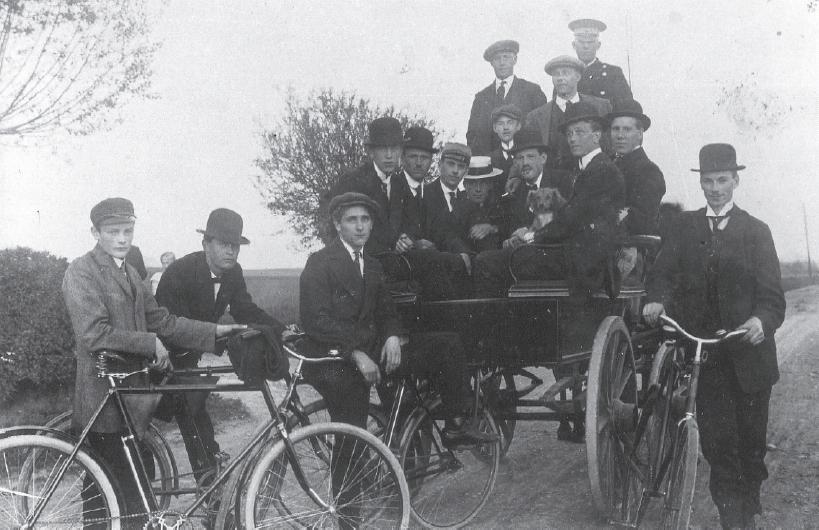
IFK Landskrona, ett av lagen som skulle komma att slås ihop till BoIS, på väg till en bortamatch under början av 1910-talet.

En av de tidigaste idrottsklubbarna i Landskrona var GF Idrott som grundades år 1882. Landskrona velocipedklubb byggde år 1893 en enkel cykelbana som inkluderade en gräsplan i mitten, vilket så småningom skulle komma att bli Landskrona BoIS första hemmaplan. Ett år senare introducerades fotboll för en större publik i Landskrona, vid ett evenemang som GF Idrott anordnade. Uppvisningsmatchen mellan spelare från Malmös velocipedklubb sågs av ca 700 åskådare.
GF Idrott blev aldrig någon framgångsrik klubb i Landskrona, eftersom klubben mer riktade sig åt medelklassen i en stad med tunga industrier och stor arbetarklass. GF Idrotts fotbollssektion lades ner år 1910. Landskronabaserade konkurrentklubben Diana tilltalade många av stadens socialist- och nykterist-rörelser och hade även en ungdomssektion med strikta regler, samt var en klubb med formell ledarskapsstruktur. Inte mycket är känt om IFK Landskrona, det andra laget som tillsammans med Diana så småningom slogs ihop till Landskrona BoIS.

### Bildande och tidiga omständigheter
Landskrona BoIS bildades den 7 februari 1915 i Landskrona som en sammanslagning av Diana och IFK Landskrona. Dianas tidigare ordförande, Bror Nilsson, blev även den nybildade klubbens första ordförande. Klubbens första hemmaplan var på den inre gräsytan av den så kallade "Banan", en enklare form av cykelvelodrom. I juli 1918 spelade Landskrona BoIS sin första match utomlands, mot Köpenhamnslaget KFUM.

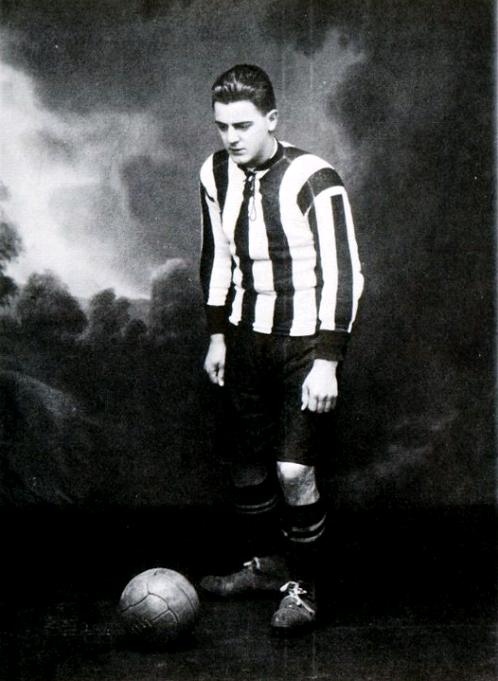
Harry Dahl är med sina 334 mål den bästa målskytten någonsin i Landskrona.

En av de mest prominenta spelarna under åren före Allsvenskan var Albin Dahl, som blev klubbens förste, och hittills ende, olympier. Dahl representerade Sverige i Olympiska sommarspelen 1920 i Antwerpen. Albin spelade för klubben mellan 1915 och 1921, innan han gick till Helsingborgs IF tillsammans med sin yngre bror Harry Dahl, år 1922. Övergången var känslig eftersom klubbarna inte kunde komma överens om villkoren. Till skillnad från Albin återvände dock Harry Dahl till BoIS efter endast en säsong i Helsingborg. Båda bröderna blev uttagna till att representera Sverige vid Olympiska sommarspelen 1924 i Paris, men Harry Dahls föreståndare på Thulinverket i Landskrona stoppade honom från att åka.

### Deltagande i den första Allsvenskan
1924 byggdes Landskrona IP och den nya arenan bidrog i allra högsta grad till att Landskrona BoIS skulle komma att bli en av de tolv första klubbarna i den allra första säsongen av Allsvenskan år 1924/25. Regerande svenska mästarlaget Fässbergs IF från Mölndal hade ursprungligen kvalificerat sig efter att ha kommit på sjätteplats i Södra serien. BoIS, som hade slutat sjua, hade dock en bättre idrottsplats med för den tiden moderna stå- och sittplatser samt goda sanitära faciliteter, vilket Fässberg helt saknade. Förbundet ville därför byta ut Fässberg mot Landskrona BoIS och införde då ett krav på en tillfällig avgift på 4 000 kr för alla lag som skulle deltaga i Allsvenskan. Fässberg fick inte ihop denna summa och därför gick erbjudandet om Fässbergs plats vidare till Landskrona BoIS, som enkelt ordnade den tillfälliga summan. Landskrona BoIS blev på så vis en av de tolv första klubbarna i Allsvenskan.
Landskrona BoIS blev på målskillnad Allsvenskans allra första tabell-ledare, efter en vinst med 1-0 mot IFK Norrköping under Allsvenskans invigningsdag. Klubbens första hemmamatch på Landskrona IP slutade med en förlust med 0-4 mot IFK Göteborg. Landskrona slutade på sjätteplats under sin allra första säsong i Allsvenskan.

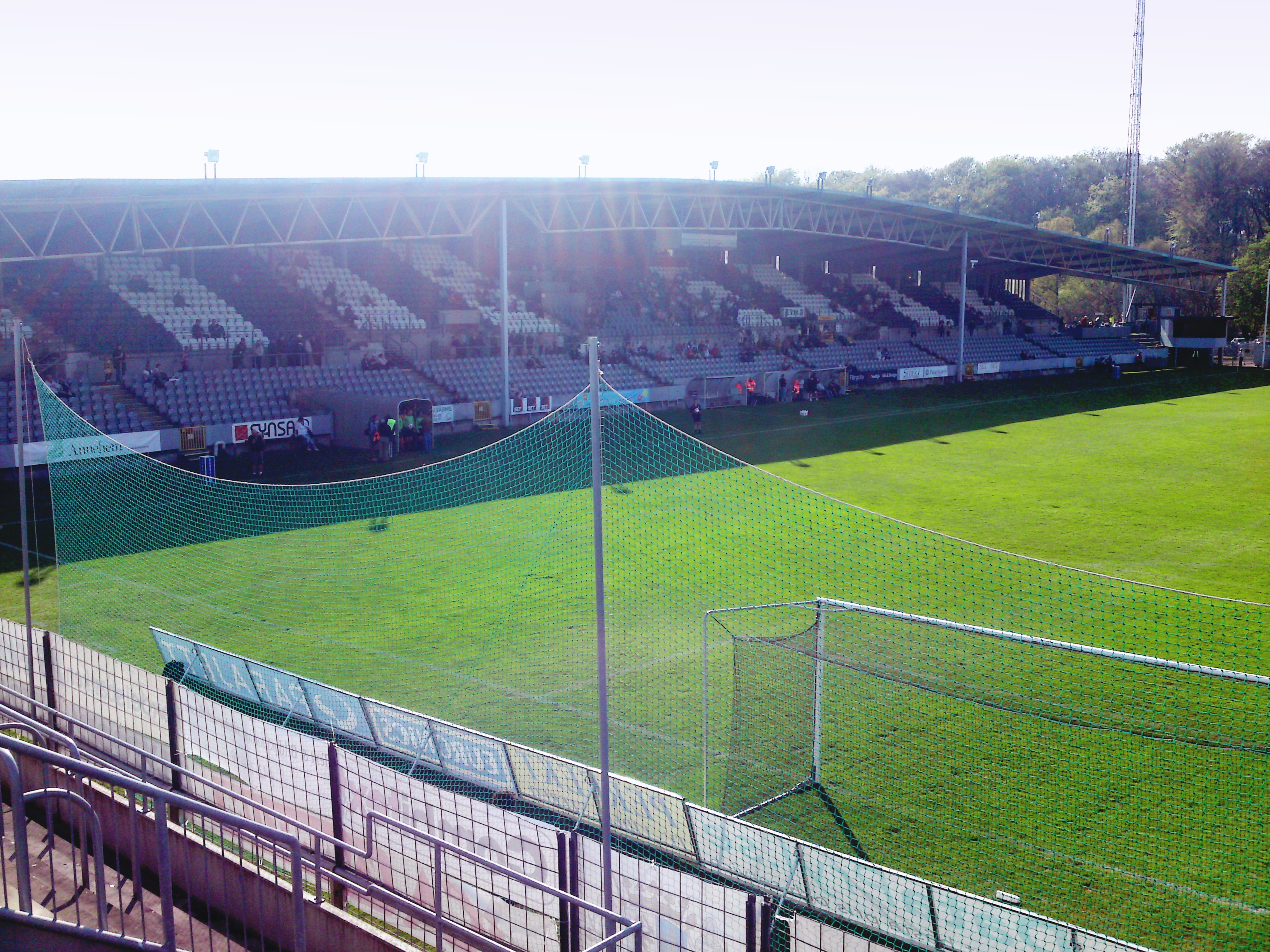
Landskrona BoIS hemmaarena Landskrona IP.

### 1920- och 1930-talen
Harry Dahl fortsatte spela för klubben fram till säsongen 1931-32. När han lämnade BoIS hade han gjort 334 mål på 410 matcher, ett rekord som gör att han än idag är klubbens bäste målgörare någonsin.
BoIS flyttades ner från Allsvenskan för första gången efter säsongen 1932-33, första året efter att Dahl lämnat klubben. Klubben kom dock tillbaka till Allsvenskan igen följande säsong, och den här gången hade man sin första riktiga tränare i Nisse Svensson, som coachade laget till toppen av ligan. Klubben vann sin allra första medalj, lilla silver, efter att ha kommit på tredjeplats i Allsvenskan 1937/38. Följande säsong tog klubben brons, efter att ha hamnat på fjärdeplats.
Knut "Buckla" Hansson var en prominent spelare och målskytt under andra hälften av 1930-talet. Hansson tvingades dock lämna klubben eftersom han inte lyckades finna något jobb i Landskrona.
Under Allsvenskans arton första säsonger, från invigningsåret 1924-25 till 1941-42, deltog Landskrona BoIS i sjutton.

### 1940- och 1950-talen

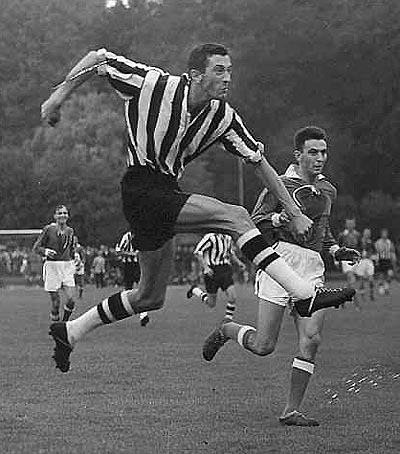
Hasse Persson gjorde 257 mål på 327 matcher för Landskrona mellan åren 1955 och 1965.

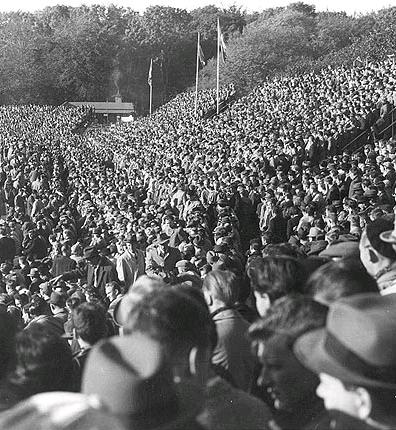
Landskrona IP:s norra ståplatsläktare, sent 1950-tal.

1940-talet var, till skillnad från 1930-talet, inte ett särskilt positivt årtionde för klubben eftersom laget saknade stabilitet och åkte upp och ner mellan divisionerna. Enda egentliga framgången kom i Svenska Cupen 1949, där BoIS lyckades ta sig till final efter att ha slagit ut Mjölby, Helsingborgs IF, Råå IF och BK Kenty. Finalen spelades den 24 juli mot AIK inför 14 718 åskådare på Råsunda Stadion i Solna. BoIS förlorade med 1–0, efter att en BoIS-spelare tagit bollen med handen och AIK tilldömts straff.
Efter nedflyttning säsongen 1941-42 blev Landskrona BoIS ett topplag i näst högsta divisionen, och två gånger lyckades man ta sig tillbaka till Allsvenskan igen. Båda gångerna blev det korta sejourer och klubben slutade på sista plats både säsongen 1944-45 och 1948-49. Situationen blev värre säsongen 1951-52, med nedflyttning från näst högsta divisionen till tredje högsta. Sejouren i tredje divisionen blev dock kortvarig och klubben flyttades upp igen 1953.
Laget började åter arbeta sig uppåt under början av 1950-talet. Hasse Persson, "HP" kallad, var lagets största spelare och fixstjärna vid denna tid. Prominenta spelare under denna period var förutom Hasse Persson även Sigvard Pettersson, som gjorde totalt 297 mål för klubben, och Knut Hansson. 1958 misslyckades Landskrona BoIS med att kvala sig tillbaka till Allsvenskan, efter en förlust i kvalet mot Örgryte, inför 46 405 åskådare på Nya Ullevi. Året efter, 1959, fick klubben en ny chans att kvala sig uppåt. Kvalet 1959 mot Degerfors IF inleddes dock med vinst på Stora Valla. Inför gällande publikrekord på Landskrona IP, 18 535 åskådare, lyckades dock Degerfors vinna med 3-2, vilket ledde till omspel på neutral plan, som inte heller gick BoIS väg.

### 1960-talet

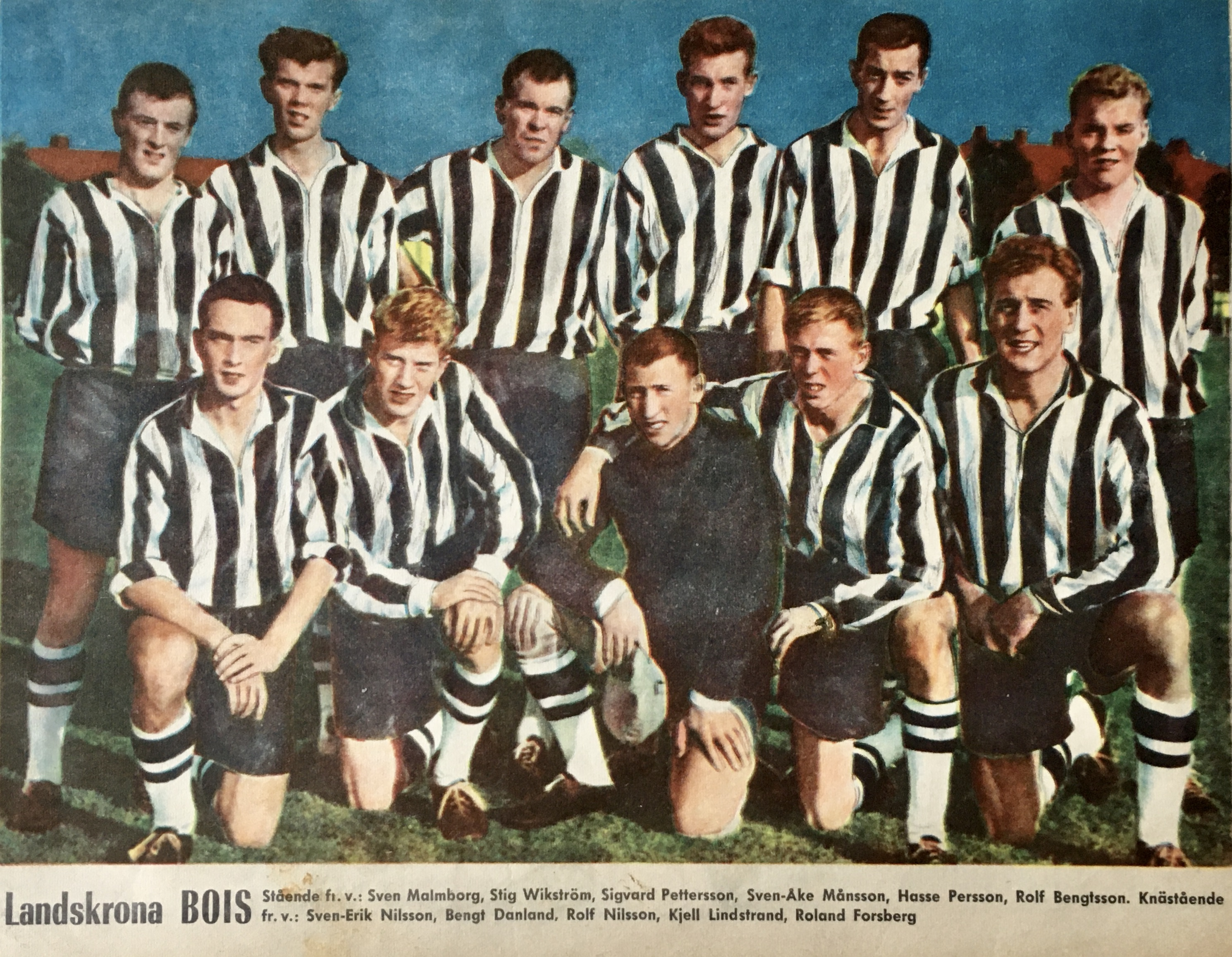
Landskrona BoIS 1960 med bland andra lysande spelare som Hasse Persson, Sigvard Pettersson och målvakten Rolf Nilsson.

Det blev, liksom under 1950-talet, inte en enda säsong i Allsvenskan under 1960-talet. Trots att man lyckades ta sig till kval två gånger, 1962 och 1968, så lyckades inte klubben avancera till Allsvenskan. 1962 spelades kvalet till Allsvenskan som en grupp med fyra lag, där lagen mötte varandra en gång. BoIS inledde med att besegra AIK hemma inför 16 200 åskådare, men förlorade sedan borta mot Halmia. Därmed blev matcherna i tredje omgången avgörande, och skulle komma att spelas på neutral plan. Efter att Landskrona vunnit sin match mot Holmsund med 3-1, på Eyravallen i Örebro, såg det ut som om laget hade lyckats säkra en allsvensk plats. Då visade det sig att den andra matchen mellan AIK och Halmia, som spelades i Malmö, hade blivit försenad med fem minuter. Med endast 20 sekunder kvar av matchen lyckades AIK göra 2-0 på Halmia, vilket gjorde att Solna-laget säkrade den allsvenska platsen istället. Därmed hade Landskrona BoIS förlorat tre kval på fem år. Även vid kvalet sex år senare, 1968, misslyckades laget med att nå den högsta serien.
Under det tidiga 1960-talet var Claes Cronqvist en av de mera framgångsrika spelarna, men han flyttade till Djurgårdens IF efter säsongen 1965. 1965 var också säsongen som Hasse Persson, en av klubbens största stjärnor någonsin, slutade. Hans totala facit i Landskrona BoIS blev 257 mål på 327 matcher.

### 1970-talet
I den lokala småklubben BK Landora spelade en mycket lång och muskulös ung forward, vid namn Sonny Johansson. Precis som i fallet med Claes Cronqvist år 1966 ville Djurgården värva honom. Tillsammans med sin far Oscar åkte Sonny Johansson till Stockholm för att skriva på övergångspappren. Det blev dock aldrig någon flytt till Stockholm, eftersom Johansson förklarade att "far skulle bli så ensam". Istället skrev han på för Landskrona BoIS och han skulle komma att bli klubben trogen hela sin karriär.
Först vid det femte kvalförsöket gick det bra för Landskrona BoIS. I kvalserien 1970 besegrades Sandviken hemma med 2-0 och liksom i den historiska segern mot Helsingborgs IF tidigare samma höst kom åter igen över 15 000 åskådare till Landskrona IP. BoIS spelade även oavgjort mot IFK Luleå på bortaplan. Avslutningsmatchen mot Skövde spelades på Nya Ullevi och efter vissa problem lyckades BoIS få oavgjort, 2-2. Därmed vann man kvalserien och tog åter steget upp i den högsta serien. År 1971 spelades alltså allsvensk fotboll på Landskrona IP igen för första gången på 22 år. Detta comebackår förlorade BoIS ingen hemmamatch och publiksnittet var nästan 9 000. Fyra år senare i hemmamatchen mot Malmö FF 1975, förlust 0-5, kom 17 600 åskådare, den näst högsta publiksiffran för BoIS genom tiderna och den högsta klubben haft i Allsvenskan.
Landskrona BoIS vann Svenska Cupen år 1972, klubbens hittills största triumf, och tog brons i Allsvenskan både 1975 och 1976. Under säsongen 1977 var klubben länge med i toppstriden och låg bland annat tvåa efter rivalen Malmö FF inför derbyt mellan Malmö och Landskrona i augusti 1977, men förlorade senare fem raka matcher och slutade på femteplats.
Hösten 1972 deltog BoIS i Cupvinnarcupen, men åkte ut i första omgången. I Uefacupen fick BoIS 1977 möta Ipswich Town och förlorade med 0-1 hemma, samt med 5-0 borta. 
Mats Aronsson blev tillsammans med Göteborgs Reine Almqvist delad allsvensk skyttekung 1977. Sonny Johansson vann inte allsvenska skytteligan något år, men han blev det totala 1970-talets meste målskytt i Allsvenskan. Totalt gjorde Sonny 310 mål under åren 1968 till 1984.  Sonny spelade även tre landskamper för Sverige, mot Östtyskland, Danmark och Island, och gjorde ett mål. Andra profiler som spelade många år för klubben under denna tid var Claes Cronqvist, Tommy "Gyxa" Gustafsson, Dan Brzokoupil, Kjell Lindstrand, Torbjörn Lindström, inhopparen som med två mål i förlängningen avgjorde cupfinalen 1972, Stefan Nilsson, Ronny Sörensson, Göran Petersson, Per-Åke Theander, Gert-Inge Svensson, Roger Karlsson, Bo Augustsson, Jörgen Augustsson samt under slutet av den allsvenska sejouren även Anders "Puskas" Ljungberg och Stuart Baxter.
I juni 1979 sparkade Landskrona BoIS, som första klubb i Sverige, sin tränare Ulf Schramm, vilket ledde till en uppmärksammad domstolsprocess där BoIS företräddes av sin egen mångårige ordförande, advokat Claes Munck af Rosenschöld. Schramm ansågs vara inkompetent och tingsrätten gick på BoIS linje. 1979 klarade man sig kvar genom att slå Öster med 2-1 i sista omgången. 1980 tog den allsvenska sejouren slut efter att BoIS inledde serien med två segrar och sedan nio raka förluster, något som inte gick att reparera under hösten.

### 1980-talet
Årtiondet inleddes med degradering ur Allsvenskan, och redan tidigt 1981 stod det klart att laget inte var i närheten av en eventuell comeback. Åren 1983-1985 blev en svängig period för klubben, med Claes Cronqvist som tränare. 1983 var klubben på väg att få kvalspela till Allsvenskan och i sista omgången mötte BoIS Kalmar FF på Landskrona IP. Kalmar var redan klara seriesegrare, och det var väntat att BoIS skulle nå den andra kvalplatsen. Emellertid vann Kalmar FF matchen med 3-1 och därmed fick Kalmar sällskap av IFK Malmö i kvalet istället. Året efter blev ett enda stort fiasko och Landskrona BoIS degraderades till Division 3 Sydvästra Götaland. Inledningen av säsongen 1985 blev katastrofal och efter förlust hemma mot Hittarp med 1-2 låg BoIS på nedflyttningsplats till fjärdedivisionen. Under sensommaren vann dock plötsligt BoIS en lång rad matcher och klubben var klar för kvalspel redan ett par omgångar före serien var slut. I kvalet lottades BoIS mot Linköpings FF och började borta. BoIS lyckades få med sig 1-1 trots att tre spelare skadats i första halvlek och tvangs därmed spela med tio man andra halvlek. I matchens slutskede blev målvakten Peter Joelsson matchhjälte genom att rädda en straff. Returmatchen en vecka senare drog över 6 000 åskådare och än en gång blev slutresultatet 1-1, vilket också stod sig genom förlängningen. För första gången i klubbens historia stod man inför ett avgörande på straffar. Landskronas avgörande straff slogs in av Ole Jensen, och därmed hade klubbens ökenvandring i division tre stannat vid ett år. Tränare Cronqvist hyllades, men hans treårskontrakt förlängdes inte.
Väl tillbaka i elitfotbollen presterade laget inte mycket och typiskt för 1980-talet var derbyna mot ärkerivalen Helsingborgs IF. Dessa derbyn bidrog till att konservera fotbollsintresset i Landskrona, samtidigt som Allsvenskan genomgick en svår publikkris. Flera gånger hotades BoIS av ny degradering, men laget lyckades hålla sig kvar i serien. 1988 hade BoIS ett försök med valfritt inträde på Landskrona IP, som betalades efter matchen. Publikt blev det en framgång, men publiken betalade inte så mycket som klubben och dess dåvarande huvudsponsor hoppats på. Försöket blev därför ettårigt.

### 1990-talet
1990 slutade med att BoIS nätt och jämnt klarade sig kvar i (nya) Division 1 Södra. Conny Karlsson tillträdde som tränare inför säsongen 1991, men hans material var till att börja med tämligen magert och klubben klarade sig kvar med minsta möjliga marginal både under vårettan och höstettan.
År 1992 blev en vändpunkt för klubben. Bland annat besegrades Helsingborgs IF på Olympia med 2-1, efter två mål av Per Harrysson. Kort efteråt kom över 10 000 åskådare till Landskrona IP för första gången sedan 1979, när HIF fick revansch med 2-0. 1993 anlände tidigare landslagsmannen Joakim Nilsson till klubben. BoIS blev ett topplag, och trots att Nilsson skadade sig under sommaren vann klubben Division 1 Södra överlägset. Redan i september blev klubben klara för Allsvenskan, för första gången på 14 år. Den dåvarande styrelsen förlängde dock inte Conny Karlssons kontrakt. Istället hämtades danske Torben Storm in och återkomsten till Allsvenskan 1994 blev en av klubbens sämsta allsvenska säsonger någonsin. En ny degradering 1995 var svår att undvika och endast genom en ny styrelse och en kombination av nedskärningar, insamlingar, sponsorer samt kommunal hjälp lyckades Landskrona BoIS klara sig undan konkurs.
I och med anställningen av gamle storspelaren Sonny Johansson som tränare 1997 inleddes en ny positiv era. Sonny förde omgående upp laget i Division 1 Södra, efter en dramatisk avslutande hemmamatch. Seriesegraren gick direkt till Division 1 och tvåan fick kvala. BoIS, som aldrig tidigare under seriens första 21 omgångar legat varken etta eller tvåa, avslutade hemma mot serieledarna Laholm, vilka man skulle passera vid vinst. Dock låg IS Halmia tvåa, och förväntades vinna serien om BoIS slog Laholm. BoIS besegrade Laholm med hela 8-3 och dessutom förlorade Halmia. Därmed slutade BoIS etta, och avancerade en division. Redan året därefter lyckades BoIS bli tvåa i Division 1 Södra, och fick därmed spela allsvenskt kval mot Trelleborgs FF i november 1998. BoIS räckte dock inte riktigt till och förlorade kvalet. Under Johanssons tredje år, 1999, säkrades en plats i den nya Superettan efter en match mot Kristianstad hemma, som BoIS vann med 5-4. Den nya styrelsen förlängde, trots framgångarna, inte kontraktet med Sonny Johansson.

### 2000-talet
I början av 2000-talet deltog Landskrona i den allra första upplagan av den nyinrättade Superettan och slutade på en fjärdeplats efter Djurgården, Malmö och Mjällby. En succéartad säsong där laget till slut knep andraplatsen efter Kalmar FF i Superettan 2001 gjorde att BoIS åter gick upp i Allsvenskan, efter att ha säkrat uppflyttning mot Assyriska FF på hemmaplan. Stor del i uppflyttningen hade anfallaren Daniel Nannskog som gjorde 21 mål och vann Superettans skytteliga. I premiären av Allsvenskan 2002 vann BoIS derbyt mot lokalrivalerna Helsingborgs IF med 6-2, efter ett hattrick av anfallaren Danijel Milovanovic, inför ett slutsålt Landskrona IP. 

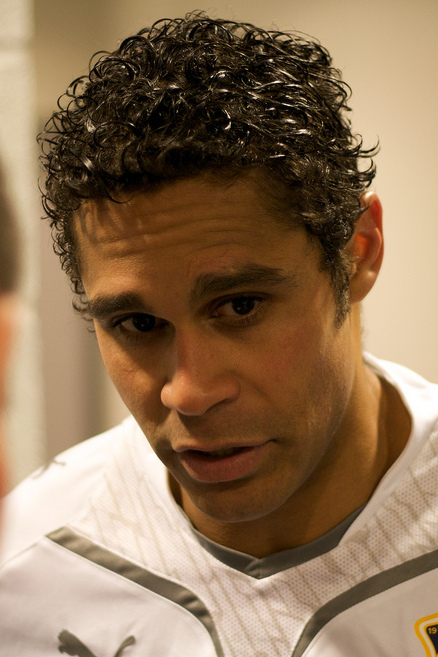
Daniel Nannskog gjorde 69 matcher och 36 mål för Landskrona i Allsvenskan och Superettan mellan 2001 och 2003.

Under första halvan av säsongen 2002 var BoIS ett topplag, och till och med i ledning inför sommarens VM-uppehåll. Därefter dalade laget i tabellen, och man slutade till sist på en elfteplats. På Fotbollsgalan 2002 utsågs Alexander Farnerud till årets nykomling i svensk fotboll. Farnerud blev tillsammans med Matthias Eklund även nominerad till årets mål i Allsvenskan. 

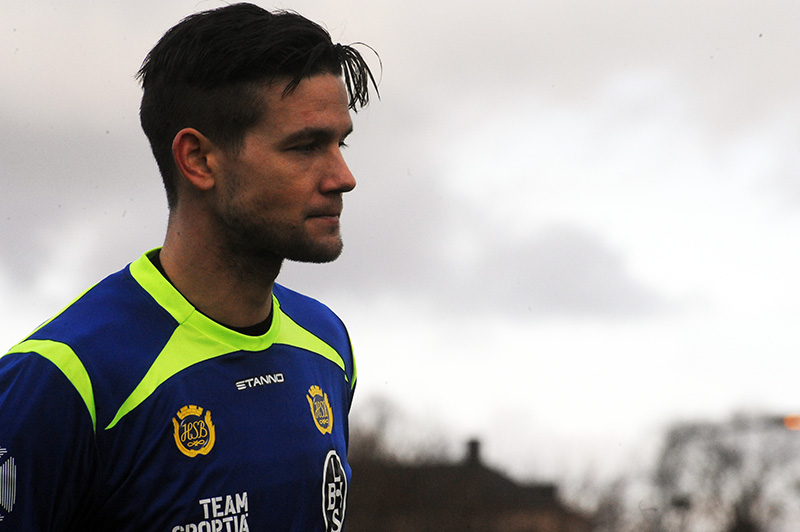
Jonas Sandqvist gjorde 57 matcher i Allsvenskan för Landskrona och fick debutera i A-landslaget 2005.

 Även år 2003 och 2004 slutade Landskrona på elfteplats i tabellen. 2003 gjorde Matthias Eklund det snabbaste målet i Allsvenskan när han satte 1-0 mot IFK Göteborg redan efter fyra minuter, i en match som slutade med seger, 2-1. 2004 utmärkte Landskrona sig genom att bli inofficiella "skånska mästare" och vinna fyra derbymatcher, spela en oavgjord och endast förlora en mot Skånerivalerna Malmö FF, Helsingborgs IF och Trelleborgs FF. Säsongen 2004 utmärkte sig även Jonas Olsson genom att bli Allsvenskans mest varnade spelare.  År 2005 spelades ett minnesvärt Skånederby mellan Landskrona och Helsingborg där Landskrona tog ledningen med 3-0, genom mål av Kevin Amuneke, Antti Okkonen och Jon Jönsson. Sista halvtimmen av matchen lyckades dock Helsingborg hämta upp till 3-3. På övertid, i matchens sista minut, gjorde mittbacken Gustaf Andersson sitt enda mål i den randiga tröjan och avgjorde till 4-3 i Landskronas favör. Laget slutade tolva i tabellen den säsongen och fick därför kvala mot GAIS, trean i Superettan. Landskrona BoIS förlorade i Göteborg med 1-2 och nådde bara 0-0 hemma, vilket betydde att man i fortsättningen fick spela i Superettan. Framträdande spelare åren 2002–2005 var bland andra Alexander Farnerud, Daniel Nannskog, Johan Andersson, Jonas Sandqvist, Magnus Torvaldson, Håkan Söderstjerna, samt Jonas Olsson.  Framför allt blev Landskrona under de allsvenska säsongerna kända som framgångsrika talangutvecklare och många av spelarna från den gyllene generationen blev sedermera landslagsmän och proffs i större ligor ute i Europa. Inför Superettan-säsongen 2006 tog Patrik Johansson över som tränare och trots att klubben länge hade tätkänning slutade BoIS på femteplats i tabellen. Patrik Johanssons största bedrift under sina två år som tränare var i Svenska cupen 2007 då BoIS lyckades slå ut allsvenska Malmö FF och Helsingborgs IF samt IFK Norrköping, men stupade i semifinalen mot IFK Göteborg. I serien gick det betydligt sämre och efter en elfteplats ersattes han av Anders Linderoth. Inte heller Linderoth lyckades nå någon särskild framgång i Superettan. 

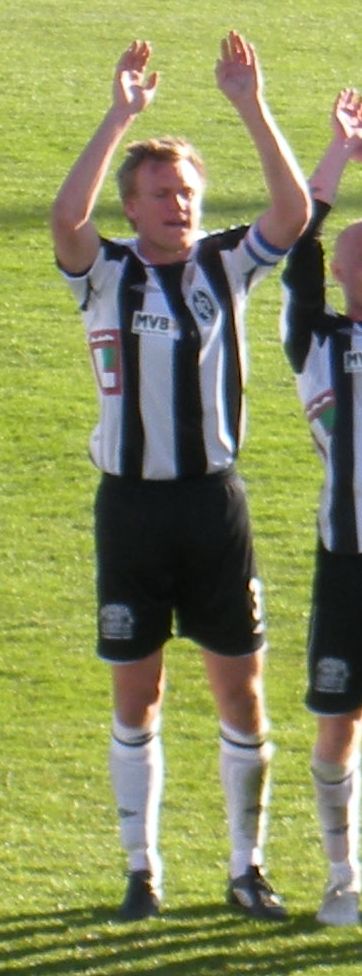
Linus Malmqvist var lagkapten under sex säsonger i Superettan.

### 2010-talet
Henrik Larsson utsågs till ny tränare efter Anders Linderoth i december 2009. Värvningen av Larsson gav en positiv effekt för BoIS, framför allt utanför planen i form av högre publiksiffror och större försäljning av årskort. Under Larssons debutsäsong som tränare fick Landskrona flera besök av internationell media, främst från Skottland. Henrik Larsson stannade under tre år, 2010-2012, och lyckades som bäst under sin inledande säsong då BoIS länge var nära Allsvenskan men till sist slutade på femteplats i tabellen. 2012 blev 15-årige Erik Andersson Superettans yngste målskytt någonsin när han i sin debut mot Jönköpings Södra IF skruvade in en frispark i mål. Larssons efterträdare blev den före detta BoIS-spelaren Jörgen Pettersson. Pettersson tog över 2013, men hans tid som tränare blev dock kortvarig. Hans största framgång som tränare var 4-1-segern mot Hammarby IF där anfallaren Fredrik Olsson gjorde ett äkta hattrick.
 Under hösten 2013 skakades klubben av anklagelser om matchfixning. Torsdagen den 24 oktober 2013 stängde Landskrona BoIS av backen Liridon Leçi och målvakten Bill Halvorsen från vidare spel, med misstankar om att spelarna mutats till att påverka lagets matchresultat negativt.  Onsdagen den 8 oktober 2014 sändes ett reportage i SVT:s Uppdrag granskning, där Leci inför en dold kamera erkände sin inblandning i uppgjorda matcher i Sverige. Efter uteblivna sportsliga framgångar fick Jörgen Pettersson lämna sitt tränaruppdrag redan sommaren 2014. Istället tog sportchefen Patrik Johansson över tillfälligt som tränare, men han lyckades inte rädda kvar klubben i Superettan. 
Landskrona BoIS fick därmed tillbringa sin hundrade säsong, år 2015, som ett Division 1-lag. Några av de större spelarprofilerna under åren som mittenlag i Superettan var bland annat Pär Cederqvist, Fredrik Olsson, Linus Malmqvist, Amethyst Bradley Ralani och Max Mölder. Till jubileumssäsongen 2015 anställdes Zvezdan Milosevic som ny tränare.  Landskrona inledde serien exceptionellt dåligt, och låg på sista plats i Division 1 efter fem spelade omgångar utan att ha gjort ett enda mål. Först i den sjätte omgången borta mot IS Halmia bärgades den första vinsten, och efter det lossnade det för laget som avancerade uppåt i tabellen. BoIS hade länge häng på kvalplatsen, men slutade till sist sexa i Division 1 Södra – klubben sämsta placering genom tiderna. Inför säsongen 2016 anställdes Agim Sopi som ny tränare, och det ihop med nyförvärv i form av Jonathan Levi och Erik Pärsson blev ett lyft för klubben, som slutade på en tredjeplats efter att länge ha varit inblandade i toppstriden. Det mest minnesvärda 2016 uträttades i Svenska cupen, där Division 1-laget skrällde stort och slog ut svenska mästarna Malmö FF genom att vinna cupderbyt med 3-1. 2017 anslöt bland annat nygamle målvakten Ivo Vazgec och anfallaren Sadat Karim, till en säsong som skulle bli en stor succé. BoIS ledde i princip serien från start till mål, endast hotade av Mjällby AIF, och kunde på hösten fira ett efterlängtat avancemang till Superettan efter en seger hemma mot FK Karlskrona. Säsongen 2018 inleddes turbulent utanför planen, med konflikter mellan styrelsemedlemmar och tränaren, som stöddes av supportrarna. Styrelsen valde att avgå efter ett stort missnöje bland medlemmarna.  Trots en ekonomi körd i botten inledde BoIS vårsäsongen i Superettan på ett lyckat sätt och under våren mötte man rivalen Helsingborgs IF i ett efterlängtat derby på Landskrona IP, inför 8192 åskådare  Under sommaren började man rada upp förluster och tränaren Agim Sopi valde att avgå. Han ersattes av Jack Majgaard Jensen. Under hösten rasade laget ihop, slutade sist i Superettan och återvände till Division 1 Södra.
Inför säsongen 2019 anställdes Billy Magnusson som huvudtränare. Klubben gjorde en uttalad satsning på spelare från Landskrona och närområdet. 
Klubben nådde en kvalplats till Superettan 2020, men föll mot Öster med sammanlagt 2-1 (1-1, 1-0) i dubbelmötet. Året därpå lyckades man åter nå kvalplats, och denna gång slutade det med seger med totalt 3-1 (2-0, 1-1) och därmed åter en plats i Superettan. I Superettan 2021 nådde man en 6:e plats.

## Spelare

### Spelartruppen
(L) - Inlånad spelare
| Nummer      | Land             | Spelare               | Födelsedatum      | Senaste klubb     | Moderklubb       |           |
| Målvakter   | Målvakter        | Målvakter             | Målvakter         | Målvakter         | Målvakter        | Målvakter |
| ----------- | ---------------- | --------------------- | ----------------- | ----------------- | ---------------- | --------- |
| 1           | Palestina (stat) | Amr Kaddoura          | 1 juli 1994       | Landskrona BoIS U | Landskrona BoIS  |           |
| 29          | Sverige          | Svante Hildeman       | 11 juni 1995      | Torns IF          | Åhus Horna BK    |           |
| -           | Sverige          | Albin Andersson       | 16 mars 2008      | Malmö FF          | Köpingebro IF    |           |
| -           | Sverige          | Marcus Pettersson (L) | 20 mars 2005      | Malmö FF          | Vellinge IF      |           |
| Försvarare  |                  |                       |                   |                   |                  |           |
| 2           | Sverige          | Rassa Rahmani         | 14 december 1999  | Dalkurd FF        | BK Olympic       |           |
| 3           | Sverige          | Gustaf Westström      | 18 januari 2004   | Landskrona BoIS U | Bjärreds IF      |           |
| 4           | Sverige          | Gustaf Bruzelius      | 24 september 2002 | Sollentuna FK     | Danderyds SK     |           |
| 12          | Sverige          | Melker Jonsson        | 10 juli 2002      | Djurgårdens IF    | IFK Lidingö      |           |
| 19          | Sverige          | Vincent Sundberg      | 28 januari 2004   | AIK               | IFK Haninge      |           |
| 26          | Sverige          | Andreas Murbeck       | 1 maj 1998        | IK Sirius         | Furulunds IK     |           |
| -           | Sverige          | Ramy Al-Karkhi        | 27 mars 2005      | Landskrona BoIS U | BK Olympic       |           |
| Mittfältare |                  |                       |                   |                   |                  |           |
| 7           | Sverige          | Victor Karlsson       | 18 maj 2001       | Varbergs BoIS     | Onsala BK        |           |
| 8           | Sverige          | Robin Džabić          | 3 april 2001      | IFK Värnamo       | Älmhults IF      |           |
| 15          | Sverige          | Max'Med Mohamed       | 10 juli 2001      | FBK Balkan        | BK Olympic       |           |
| 18          | Sverige          | Constantino Capotondi | 7 oktober 2000    | Gefle IF          | Sundbybergs IK   |           |
| 23          | Sverige          | Max Nilsson           | 11 mars 2005      | IFK Hässleholm    | IFK Osby         |           |
| 24          | Sverige          | Emil Lindman          | 18 mars 2003      | Malmö FF          | Häljarps IF      |           |
| 28          | Sverige          | Sam Hegdal            | 9 september 2005  | Landskrona BoIS U | IF Lödde         |           |
| -           | Sverige          | Allen Smajic          | 12 januari 2006   | AIK               | IK Wormo         |           |
| Anfallare   |                  |                       |                   |                   |                  |           |
| 5           | Sverige          | Filip Sachpekidis     | 3 juli 1997       | Levadiakos        | Lindsdals IF     |           |
| 9           | Kosovo           | Edi Sylisufaj         | 8 mars 2000       | IK Sirius         | Falkenbergs FF   |           |
| 20          | Kenya            | Xavier Odhiambo       | 17 oktober 2004   | Landskrona BoIS U | IK Wormo         |           |
| 21          | Sverige          | Kevin Jensen          | 15 juni 2001      | Kalmar FF         | Billeberga GIF   |           |
| 22          | Sverige          | Christian Stark       | 19 januari 2006   | Landskrona BoIS U | Borstahusens BK  |           |
| 47          | Sverige          | Kofi Asare            | 31 maj 2002       | Sandvikens IF     | IFK Tumba        |           |
| -           | Sverige          | Cameron Streete       | 9 februari 1999   | FC Stockholm      | Aylesbury United |           |

### Utlånade spelare
| Nr | Land | Pos | Namn |
| -- | ---- | --- | ---- |

| Nr | Land | Pos | Namn |
| -- | ---- | --- | ---- |

### Övergångar sommaren 2022
| Nr | Land    | Pos | Namn                                     |
| -- | ------- | --- | ---------------------------------------- |
| –  | Sverige | F   | Emil Lindman (från Malmö FF)             |
| –  | Sverige | F   | Melker Jonsson (lån från Djurgårdens IF) |
| –  | Sverige | MF  | Sam Hegdal (uppflyttad från U19)         |

| Nr | Land    | Pos | Namn                                     |
| -- | ------- | --- | ---------------------------------------- |
| –  | Sverige | F   | Emil Lindman (från Malmö FF)             |
| –  | Sverige | F   | Melker Jonsson (lån från Djurgårdens IF) |
| –  | Sverige | MF  | Sam Hegdal (uppflyttad från U19)         |

| Nr | Land    | Pos | Namn                                       |
| -- | ------- | --- | ------------------------------------------ |
| 17 | Sverige | A   | Oscar Petersson (avslutat karriären)       |
| 21 | Sverige | MF  | Nikola Ladan (klubb ej klar)               |
| 30 | Sverige | MV  | Hampus Pauli (utlånad till IFK Trelleborg) |

| Nr | Land    | Pos | Namn                                       |
| -- | ------- | --- | ------------------------------------------ |
| 17 | Sverige | A   | Oscar Petersson (avslutat karriären)       |
| 21 | Sverige | MF  | Nikola Ladan (klubb ej klar)               |
| 30 | Sverige | MV  | Hampus Pauli (utlånad till IFK Trelleborg) |

### Utländska spelare
- Listan inkluderar alla utländska spelare som representerat klubben.
- Svenska spelare med dubbelt medborgarskap är inkluderade ifall de valt att representera sitt andra land.

| Afrika - Thierry Zahui (2016-2018) - Charles Anderson (2007-2009) - Samuel Kotto (2023) - Alagie Sosseh (2009-2010) - Afo Dodoo (2001-2003) - Sadat Karim (2014, 2017-2018) - Emmanuel Okine (2018) - Ismael Diawara (2016) - Kevin Onyekachi Amuneke (2004-2006) - Kingsley Amuneke (2004-2006) - Ojevwe Akpoveta (2017) - Edafe Egbedi (2017-2018) - Monday Samuel (2018) - BoBo Bola (2005-2008) - Amethyst Bradley Ralani (2010-2014) - Abdou-Fatawou Dodja (2012) Asien - Saber Azizi (2016-2017) - Noor Zadran (2018) - Mohamed Ramadan (2015) - Amr Kaddoura (2014-idag) - Raslan Al Kurdi (2017) Europa - Liridon Leçi (2013) - Admir Aganović (2015-2016) - Bahrudin Atajić (2018) - Adi Nalić (2017-2018) | - Kjeld Holm (1970) - Leif Carlsen (1970) - Jan Nielsen (1986) - Bo With (1986) - Per Sefort (1992-1994) - Johnny Kongsbøg (1992–1994) - Morten Nielsen (1995) - Dennis Larsen (1996) - Allan Ravn Jensen (2003) - Morten Avnskjold (2005-2007) - Morten Nielsen (2009-2010) - Mark Leth Pedersen (2011) - Thomas Raun (2010-2012) - Niclas Rønne (2014) - Cheikh Sarr (2014-2015) - Jacob Perelman (2023) - Frederik Ihler (2023-2024) - Alan Dodd (1988-1989) - Ian Moores (1989) - Stephen Ward (1990) - Andrew Kelly (2004-2009) - Dale Hopson (2015) - Indrek Zelinski (2003) - Antti Okkonen (2004-2007) - Robin Wikman (2005-2008) - Fredrik Svanbäck (2010-2013) - Árni Stefánsson (1980-1981) - Albert Guðmundsson (1987) | - Grétar Hjartarson (2000) - Auðun Helgason (2003-2004) - Oskar Sverrisson (2016) - Alfons Sampsted (2018) - Jetmir Haliti (2018) - Edi Sylisufaj (2024-idag) - Filip Pivkovski (2016-2018) - Marko Mugoša (2015) - Sammy Wright (1981) - Bjørn Tore Haugen (1991) - André Schei Lindbæk (2004-2006) - Igor Arsenijević (2015-2019) - Feliciano Magro (2004) - Stuart Baxter (1980) - Donato Alcalde Tieles Tati (1994) - Unai Veiga González (2023) - Igor Saveljev (1996) Nordamerika - Fernando Aguiar (2004) - Hanson Boakai (2016) - Christopher Sullivan (1990) - Paul Torres (2014) - Andrew Stadler (2014-2015) - Sean Okoli (2018) Sydamerika - Bruno Azenha Tonheta (2002) - Gustavo Saibt Martins (2002) - Renam França Campos (2009) |

### Landslagsmän
- Listan inkluderar alla spelare som har representerat ett a-landslag medan de tillhört Landskrona BoIS.

| - Albin Dahl (1919-1922) - Birger Dahlgren (1921) - Harry Dahl (1923-1930) - Carl Hult (1929) - Svante Kvist (1929) - Erik Linder (1929-1939) - Fritz Lindfors (1929) - Axel Johansson (1930) - John Nilsson (1930) - Knut Hansson (1933-1938) | - Curt Bergsten (1935-1938) - Arthur Karlsson (1935) - Henning Pettersson (1935) - Harry Nilsson (1938-1942) - Erik Persson (1938-1942) - Erik Andersson (1939) - Claes Cronqvist (1971-1974) - Jörgen Augustsson (1976-1977) - Sonny Johansson (1977) - Alexander Farnerud (2003) | - Indrek Zelinski (2003) - Auðun Helgason (2003-2004) - Antti Okkonen (2004-2006) - Jonas Sandqvist (2005) - Kevin Amuneke (2005) - BoBo Bola (2005-2008) - Alagie Sosseh (2010) - Mohamed Ramadan (2015) - Saber Azizi (2016-2017) - Amr Kaddoura (2021) |

## Interna skyttekungar
- 2023: Ousmane Diawara, 9 mål

- 2022: Ousmane Diawara, 8 mål

- 2021: Linus R Olsson, 8 mål
- 2020:Linus R Olsson, 12 mål
- 2019: Linus  R Olsson, 9 mål
- 2018: Sadat Karim, 11 mål
- 2017: Sadat Karim, 19 mål
- 2016: Erik Pärsson, 17 mål
- 2015: Admir Aganovic, 7 mål
- 2014: Andrew Stadler, 13 mål

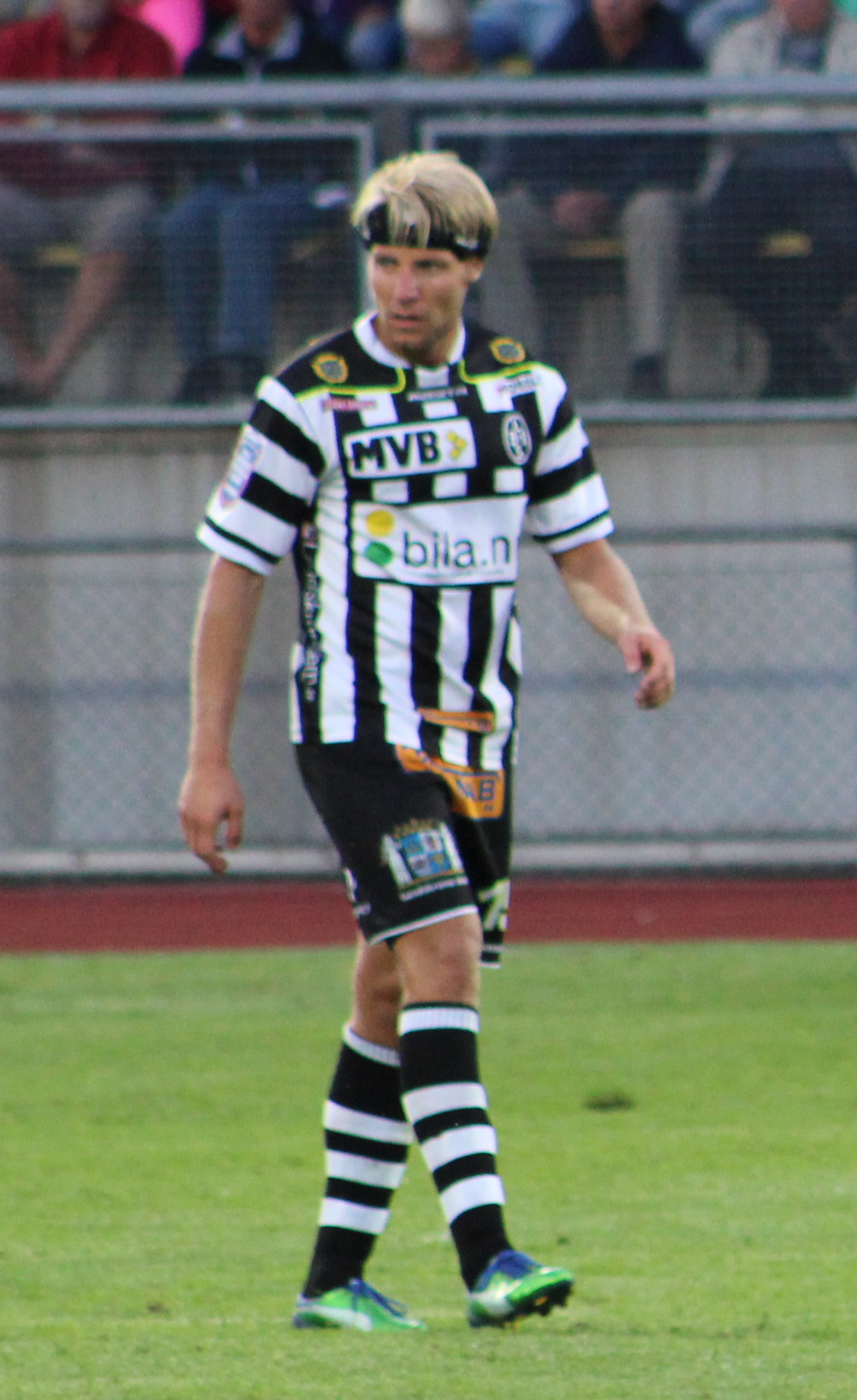
Fredrik Karlsson, intern skyttekung år 2010 och 2013.

- 2013: Fredrik Karlsson och Fredrik Olsson, 9 mål
- 2012: Fredrik Olsson, 9 mål
- 2011: Ajsel Kujovic och Fredrik Olsson, 7 mål
- 2010: Fredrik Karlsson, 12 mål
- 2009: Fredrik Olsson och Pär Cederqvist, 14 mål
- 2008: Pär Cederqvist, 7 mål
- 2007: Pär Cederqvist, 9 mål
- 2006: Matthias Eklund, 10 mål
- 2005: Kevin Amuneke, 7 mål
- 2004: Kevin Amuneke, 7 mål
- 2003: Alexander Farnerud och Matthias Eklund, 5 mål
- 2002: Daniel Nannskog, 11 mål
- 2001: Daniel Nannskog, 21 mål (Skytteligavinnare i Superettan)

Källa: SvenskFotboll.se 
 SvenskFotboll.se

## Säsonger
| Säsong | Nivå | Division    | Avdelning | Tabellplacering | Förändringar           |
| ------ | ---- | ----------- | --------- | --------------- | ---------------------- |
| 2001   | 2    | Superettan  |           | 2               | Uppflyttade            |
| 2002   | 1    | Allsvenskan |           | 11              |                        |
| 2003   | 1    | Allsvenskan |           | 11              |                        |
| 2004   | 1    | Allsvenskan |           | 11              |                        |
| 2005   | 1    | Allsvenskan |           | 12              | Nedflyttade efter kval |
| 2006   | 2    | Superettan  |           | 5               |                        |
| 2007   | 2    | Superettan  |           | 11              |                        |
| 2008   | 2    | Superettan  |           | 11              |                        |
| 2009   | 2    | Superettan  |           | 8               |                        |
| 2010   | 2    | Superettan  |           | 5               |                        |
| 2011   | 2    | Superettan  |           | 10              |                        |
| 2012   | 2    | Superettan  |           | 6               |                        |
| 2013   | 2    | Superettan  |           | 12              |                        |
| 2014   | 2    | Superettan  |           | 15              | Nedflyttade            |
| 2015   | 3    | Division 1  | Södra     | 6               |                        |
| 2016   | 3    | Division 1  | Södra     | 3               |                        |
| 2017   | 3    | Division 1  | Södra     | 1               | Uppflyttade            |
| 2018   | 2    | Superettan  |           | 16              | Nedflyttade            |
| 2019   | 3    | Division 1  | Södra     | 2               |                        |
| 2020   | 3    | Division 1  | Södra     | 2               | Uppflyttade efter kval |
| 2021   | 2    | Superettan  |           | 6               |                        |
| 2022   | 2    | Superettan  |           | 6               |                        |
| 2023   | 2    | Superettan  |           | 7               |                        |

Källa: SvenskFotboll.se

## Statistik
För en komplett lista över alla säsonger, se Lista över Landskrona BoIS säsonger.

### Största publiksiffrorna hemma
- 18 535 mot Degerfors IF 14 oktober 1959, kvalifikation för Allsvenskan[99]
- 17 696 mot Malmö FF 6 juni 1975, Allsvenskan[100]
- 16 010 mot AIK 21 oktober 1962, kvalifikation för Allsvenskan[101][102]
- 15 685 mot Sandvikens IF 10 oktober 1970, kvalifikation för Allsvenskan[103]
- 15 514 mot Malmö FF 6 juni 1973, Allsvenskan[100]
- 15 116 mot Jönköping Södra IF mitten av oktober 1968, kvalifikation för Allsvenskan[104]
- 15 114 mot Örgryte IS 19 oktober 1958, kvalifikation för Allsvenskan[105]
- 15 036 mot Malmö FF september 1971, Allsvenskan[100]
- 15 015 mot Helsingborg IF 29 augusti 1970, Division 2[106]
- 14 693 mot Malmö FF 12 september 1974, Allsvenskan[100]

### Publiksiffror efter ombyggnader kring 1990
Arenans kapacitet minskade i samband med ombyggnaderna.
- 11 902 mot Helsingborg IF, 6 april 2002, Allsvenskan[107]
- 11 375 mot Malmö FF, 4 augusti 2003, Allsvenskan[108]
- 11 036 mot Helsingborg IF, 3 april 2004, Allsvenskan[109]
- 10 376 mot Helsingborg IF, 24 maj 1992, Division 1 [110]
- mer än 10 000 mot AIK 8 juli 2002, Allsvenskan[111] Polisen insåg att IP var överfullt, och rev ner delar av reklamen samt stängde grindarna.

### Europeiska cupresultat
| Säsong  | Tävling        | Runda |                 | Klubb                   | Resultat |
| ------- | -------------- | ----- | --------------- | ----------------------- | -------- |
| 1972    | Intertotocupen | GR    | Västtyskland    | Eintracht Braunschweig  | 3-0, 0-2 |
|         |                |       | Tjeckoslovakien | TJ ZVL Žilina           | 2-2, 0-1 |
|         |                |       | Danmark         | Vejle BK                | 0-0, 2-1 |
| 1972/73 | Cupvinnarcupen | 1R    | Rumänien        | FC Rapid Bucureşti      | 1-0, 0-3 |
| 1974    | Intertotocupen | GR    | Portugal        | CUF Barreiro            | 1-1, 0-1 |
|         |                |       | Turkiet         | Altay S.K.              | 1-1, 1-1 |
|         |                |       | Sverige         | Hammarby IF             | 4-0, 2-1 |
| 1976    | Intertotocupen | GR    | Tjeckoslovakien | TJ Sklo Union Teplice   | 1-1, 0-0 |
|         |                |       | Västtyskland    | Kickers Offenbach       | 1-2, 0-1 |
|         |                |       | Schweiz         | Grasshopper-Club Zürich | 0-0, 0-1 |
| 1977    | Intertotocupen | GR    | Tjeckoslovakien | SK Slavia Prag          | 3-5, 1-6 |
|         |                |       | Polen           | Legia Warszawa          | 1-2, 0-1 |
|         |                |       | Schweiz         | BSC Young Boys          | 2-1, 0-4 |
| 1977/78 | Uefacupen      | 1R    | England         | Ipswich Town            | 0-1, 0-5 |

## Meriter
- Ett allsvenskt "Lilla silver": 1937-1938.
- Tre allsvenska brons: 1938-1939, 1975, 1976.
- En cupseger: 1972.
- Fyra cupfinaler: 1949, 1975-1976, 1983-1984, 1992-1993.
- 34 allsvenska säsonger.
- 58 säsonger i den näst högsta serien
- 16:e plats i allsvenska maratontabellen.
- 1:a plats i maratontabellen för den näst högsta serien.

## Tränarhistorik

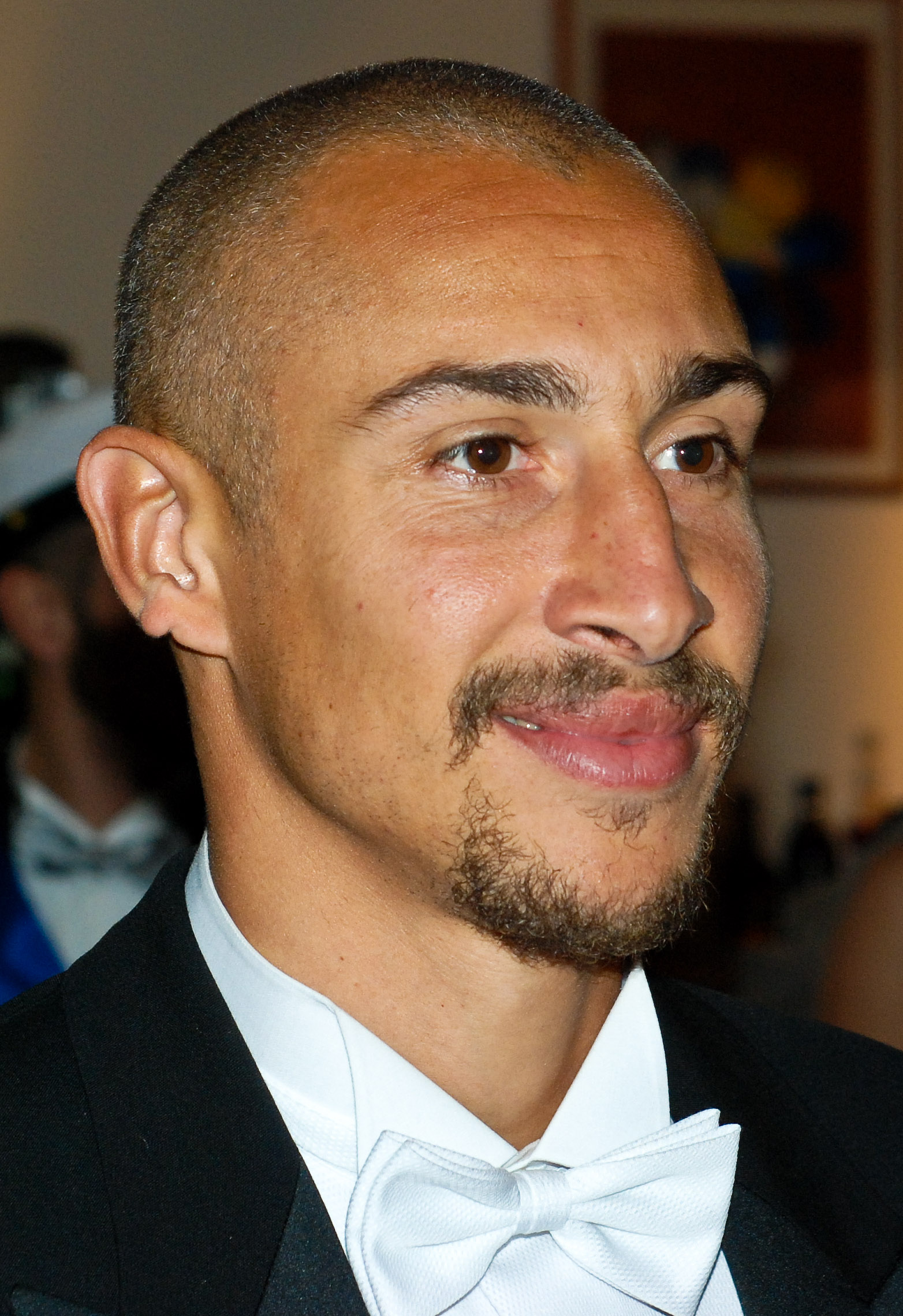
Henrik Larsson tränade BoIS mellan åren 2010 och 2012.

- - (tf) – Tillfällig tränare

### Framstående tränare
Listkriterier:

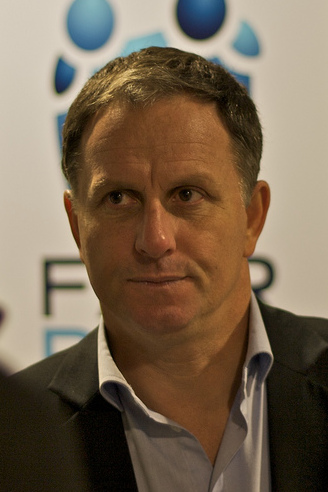
Jan Jönsson ledde tillbaka BoIS till Allsvenskan år 2001.

- Vunnit minst en medalj i Allsvenskan eller Svenska cupen, eller lett laget till uppflyttning.
- Tränat laget minst 5 år.

| Name            | Nat     | Years                | Honours                                                                          |
| --------------- | ------- | -------------------- | -------------------------------------------------------------------------------- |
| Karl-Erik Hult  | Sverige | 1970-1971            | En vinst i Division II, uppflyttning till Allsvenskan.                           |
| Rolf Svensson   | Sverige | 1972-1976, 1987-1989 | 8 år totalt. En vinst och ett silver i Svenska Cupen. Två brons i Allsvenskan.   |
| Claes Cronqvist | Sverige | 1983-1985            | Silver i Svenska Cupen, uppflyttning till Division 2.                            |
| Conny Karlsson  | Sverige | 1991-1993            | Vinst i Division 1 Södra, uppflyttning till Allsvenskan. Silver i Svenska Cupen. |
| Sonny Johansson | Sverige | 1997-1999            | Uppflyttning till Division 1 Södra 1997.                                         |
| Jan Jönsson     | Sverige | 2001-2004            | Tvåa i Superettan, uppflyttning till Allsvenskan.                                |
| Agim Sopi       | Sverige | 2016-2018            | Vinst i Division 1 Södra 2017, uppflyttning till Superettan                      |

## Övrigt
- Bästa säsong: Litet silver 1937/1938
- Meste spelare: Sonny Johansson, 637 matcher
- Bäste målgörare genom tiderna: Harry "Hacke" Dahl, 334 mål
- Största seger: 11-0 mot IFK Eskilstuna 1928
- Publikrekord: 18 533 åskådare i kvalmatchen mot Degerfors IF 1959

### Allmänt
Klubben spelar sina hemmamatcher på Landskrona IP, som har en publikkapacitet på 10 500 åskådare. I folkmun brukar klubben kallas för Di randige eller Randigt. Ett lite äldre smeknamn är Skånes uruguayare.

### Profiler
- Johan Andersson
- Bo Augustsson
- Claes Cronqvist
- Alexander Farnerud
- Pontus Farnerud
- Tommy "Gyxa" Gustafsson
- Knut Hansson
- Sonny Johansson
- Danijel Milovanovic
- Daniel Nannskog
- Joakim Nilsson
- Björn Nordqvist
- Jonas Olsson
- Hasse Persson
- Jörgen Pettersson
- Håkan Söderstjerna
- Per-Åke Theander

### Ordförande
- Lista över ordförande i Landskrona BoIS

## Böcker, filmer och musik

### Böcker
- "Ett fotbollslags historia 1, Landskrona BoIS 1915-1975 : 60 år" av Åke Jönsson, 1975. Utgiven vid klubbens 60-årsjubileum.[114]
- "Ett fotbollslags historia D. 2, Landskrona BoIS 1975-1990 : 75 år" av Åke Jönsson, 1990. Utgiven vid klubbens 75-årsjubileum.[114]
- "Ett fotbollslags historia" av Åke Jönsson, 2016. Utgiven året efter klubbens 100-årsjubileum.[115]

### Filmer
- "Tillbaka till Allsvenskan 1994-2001" av LandskronaVision, 2001. Om klubbens väg tillbaka till Allsvenskan 2002 efter degraderingen 1994.
- "Svarta & Vita" av Johan Östberg, 2005. Jubileums-DVD med musikvideon till Johan Östbergs kamplåt.[116]

### Musik
- "Boys in Black & White" av Prebens pågar, 1998. Officiell kamplåt.[117]
- "Rude BoIS" av Rude BoIS, 2000. Supporteralbum.[118]
- "Andra Halvlek" av Rude BoIS, 2001. Supporteralbum.[119]
- "Allsvenskan" av Rude BoIS, 2002. Supporteralbum.[120]
- "10" av Rude BoIS, 2004. Supporteralbum.
- "Full Nittio" av Rude BoIS, 2005. Supporteralbum.
- "Svarta & Vita" och "Haja BoIS" av Johan Östberg, 2005. Officiella kamplåtar.[116]
- "Upp till kamp" av Karlslunds orkester, 2010. Inofficiell kamplåt.[121]
- "Landskrona BoIS" av Emilush, 2015. Officiell kamplåt.[122]
- "Kan det bli för mycket BoIS?" av Rude BoIS, 2015. Inofficiell kamplåt.[123]

### Fotnoter
1. ↑  https://superettan.se/lagen/landskrona-bois
2. ↑  http://svenskfotboll.se/allsvenskan/historik/maratontabell/
3. ↑  David (23 oktober 2019). ”När BoIS blev BoIS”. BoIS historia. https://boishistoria.se/nar-bois-blev-bois/. Läst 13 februari 2021.
4. ↑  ”Historia”. Landskrona BoIS. https://landskronabois.se/klubben/historia/. Läst 2 juli 2022.
5. ↑  ”Arkiverade kopian”. Arkiverad från originalet den 21 februari 2014. https://web.archive.org/web/20140221182835/http://www.landskronahistoria.se/foreningar/bois.html. Läst 5 februari 2014.
6. ↑  ”Vår historia”. Landskrona BoIS. https://landskronabois.se/klubben/historia/. Läst 23 oktober 2023.
7. ↑  Åke Jönsson "100 år av idrott" 1982, prolog
8. 1 2 3 4 5 6 7 8  Andersson, Torbjörn (6 augusti 2002). ”Landskrona – Sveriges starkaste fotbollsfäste?”. svif.net. Landskrona — Sveriges Idrott, Historia & Samhälle 2002. Arkiverad från originalet den 4 mars 2016. https://web.archive.org/web/20160304210130/http://www.svif.net/dokument/%2001%20Andersson.pdf. Läst 13 augusti 2014.
9. ↑  ”GF Idrott”. Landskronahistoria.se. Arkiverad från originalet den 13 april 2014. https://web.archive.org/web/20140413131742/http://www.landskronahistoria.se/foreningar/gfidrott.html. Läst 13 augusti 2014.
10. ↑  Martin Alsiö (6 augusti 2004). ”De allsvenska klubbarnas födelsedagar”. Bolletinen. http://www.bolletinen.se/sfs/allsvenskan/grundades.pdf. Läst 10 oktober 2011.
11. ↑  ”Albin Dahl”. SOK. Arkiverad från originalet den 14 januari 2010. https://web.archive.org/web/20100114141613/http://www.sok.se/5.aad0b10833d63e5c800041691.html.
12. ↑  ”Hackes målrekord svårt att slå”. Helsingborgs Dagblad. 26 januari 2007. Arkiverad från originalet den 22 oktober 2012. https://web.archive.org/web/20121022235537/http://hd.se/landskrona/2007/01/26/hackes-maalrekord-svaart-att-slaa/. Läst 26 januari 2007.
13. ↑  "Ett fotbollslags historia, del 1, 1915-1975"
14. 1 2  ”Fotboll: Historik: Säsongen 1924-25: AIK-Västerås IK”. AIK. Arkiverad från originalet den 14 mars 2014. https://web.archive.org/web/20140314180723/http://www.aik.se/fotboll/aikindex.html?%2Ffotboll%2Far%2F1925%2F19240803.html. Läst 13 augusti 2014.
15. ↑  ”Hackes målrekord svårt att slå”. Helsingborgs Dagblad. 26 januari 2007. Arkiverad från originalet den 22 oktober 2012. https://web.archive.org/web/20121022235537/http://hd.se/landskrona/2007/01/26/hackes-maalrekord-svaart-att-slaa/.
16. ↑  ”Landskrona BoIS – Historia”. Landskrona BoIS. Arkiverad från originalet den 13 april 2009. https://web.archive.org/web/20090413213307/http://www.landskronabois.com/viewpage.php?get=2f46tfu5v6nzq47j5jq8503e9b302f4d.
17. ↑  "Ett fotbollslags historia, Landskrona BoIS 1915-1975" page 65.
18. ↑  ”Cupmästare genom tiderna”. Swedish Football Association. Arkiverad från originalet den 11 april 2009. https://web.archive.org/web/20090411150656/http://www.svenskfotboll.se/t2cup.aspx?p=160993. Läst 5 april 2009.
19. ↑  Ett fotbollslags historia del 1 1915-1975
20. ↑  ”Landskrona IP jämngammal med Allsvenskan”. Landskrona BoIS. Arkiverad från originalet den 13 september 2008. https://web.archive.org/web/20080913150016/http://www.landskronabois.com/viewpage.php?get=7mkt9395cu1tv3c6c79uz9mml9hf2s71. Läst 28 oktober 2008.
21. ↑  Svenska Fotbollförbundets årsbok 1959
22. ↑  Jönsson, Åke; Strandberg, Christer; Landskrona BoIS (1975) (på in Swedish). Ett fotbollslags historia: Landskrona BoIS 1915-1975. Landskrona, Sweden: Landskrona BoIS. http://libris.kb.se/bib/914855
23. ↑  ”Landskrona 1970”. landskronadirekt.com. Arkiverad från originalet den 20 november 2008. https://web.archive.org/web/20081120140117/http://www.landskronadirekt.com/hildingtxt/1970.htm. Läst 27 maj 2014.
24. ↑  Svenska Fotbollförbundets Årsbok 1975
25. ↑  http://hd.se/landskrona/2012/03/20/hedersmedalj-till-kung-sune/
26. ↑  "Ett fotbollslags historia, del 2. 1976-1990"
27. ↑  ”Grattis BoIS!”. landskronadirekt.com. Arkiverad från originalet den 23 maj 2010. https://web.archive.org/web/20100523122618/http://www.landskronadirekt.com/veckans/grattis/grattis_bois90.htm. Läst 5 april 2014.
28. ↑  "Ett fotbollslags historia del 2 1976-1990"
29. ↑  Svenska fotbollförbundets årsbok 1985
30. ↑  Ett fotbollslags historia del 2 1976-1990
31. ↑  http://www.svenskafans.com/fotboll/4267.aspx
32. ↑  http://www.svenskafans.com/fotboll/17501.aspx
33. ↑  ”Landskrona Bois utklassade Helsingborg”. Sydsvenskan. Arkiverad från originalet den 26 november 2014. https://web.archive.org/web/20141126022709/http://www.sydsvenskan.se/sport/landskrona-bois-utklassade-helsingborg/. Läst 13 augusti 2014.
34. ↑  http://www.aftonbladet.se/sportbladet/fotboll/sverige/allsvenskan/article10288632.ab
35. ↑  http://www.aftonbladet.se/sportbladet/fotboll/internationell/article11431662.ab
36. ↑  http://www.aftonbladet.se/sportbladet/fotboll/article10321520.ab
37. ↑  ”Landskrona BoIS premiärvann inför storpublik”. Sydsvenskan. 22 april 2005. Arkiverad från originalet den 24 september 2015. https://web.archive.org/web/20150924152632/http://www.sydsvenskan.se/sport/landskrona-bois-premiarvann-infor-storpublik/. Läst 9 april 2015.
38. ↑  http://www.hd.se/sport/2006/11/17/jonas-ar-redo-att-ta-nasta-steg/
39. ↑  ”Landskrona BoIS - Helsingborgs IF”. Svenska Fotbollförbundet. Arkiverad från originalet den 14 april 2015. https://web.archive.org/web/20150414135902/http://svenskfotboll.se/allsvenskan/match/?scr=result&fmid=25420. Läst 9 april 2015.
40. ↑  ”Gärna BoIS igen för "Alex"”. Helsingborgs Dagblad. 30 januari 2007. Arkiverad från originalet den 20 mars 2014. https://web.archive.org/web/20140320215552/http://hd.se/landskrona/2007/01/30/gaerna-bois-igen-foer-alex/. Läst 20 mars 2014.
41. ↑  ”"Jag avslutar gärna karriären i BoIS"”. Helsingborgs Dagblad. 1 februari 2007. Arkiverad från originalet den 20 mars 2014. https://archive.is/20140320214008/http://hd.se/landskrona/2007/02/01/jag-avslutar-gaerna-karriaeren-i/. Läst 20 mars 2014.
42. ↑  http://www.svenskafans.com/fotboll/346936.aspx
43. ↑  http://www.svenskafans.com/fotboll/342465.aspx
44. ↑  http://www.aftonbladet.se/sportbladet/fotboll/article11117250.ab
45. ↑  http://nyheter24.se/sport/fotboll/247223-henrik-larsson-klar-for-landskrona
46. ↑  http://www.svd.se/sport/henke-feber-i-bois-ekonomisk-vinst_3953135.svd
47. ↑  http://sverigesradio.se/sida/artikel.aspx?programid=96&artikel=3576309
48. ↑  http://www.fotbollskanalen.se/superettan/15-ariga-loftet-debuterade---da-blev-han-yngsta-malskytten-nagonsin-i-superettan/
49. ↑  http://www.aftonbladet.se/sportbladet/fotboll/sverige/superettan/landskrona/article17471914.ab
50. ↑  ”Två spelare misstänks för att ha påverkat resultat”. Landskrona BoIS. 24 oktober 2013. Arkiverad från originalet den 28 oktober 2013. https://web.archive.org/web/20131028072928/http://www.landskronabois.com/2013/10/24/tva-spelare-misstanks-for-att-ha-paverkat-resultat/. Läst 28 oktober 2013.
51. ↑  ”Håll ihop nu - för allt vad tygen håller”. Helsingborgs Dagblad. 28 oktober 2013. Arkiverad från originalet den 29 oktober 2013. https://web.archive.org/web/20131029201726/http://hd.se/sport/2013/10/28/kampa-bois/. Läst 28 oktober 2013.
52. ↑  http://www.svenskafans.com/fotboll/bois/officiellt-jorgen-pettersson-har-fatt-sparken-509638.aspx
53. ↑  http://www.svenskafans.com/fotboll/infor-bois-varnamo-par-cederqvist-landskrona-var-min-roligaste-tid-i-karriaren-478722.aspx
54. ↑  ”Linus Malmqvist årets BoIS:are”. Landskrona BoIS. 14 mars 2014. Arkiverad från originalet den 9 april 2015. https://archive.is/20150409220548/http://www.landskronabois.com/2014/03/14/linus-malmqvist-arets-boisare/. Läst 9 april 2015.
55. ↑  ”Sabola har utsett årets BoISare 2013”. Landskrona BoIS. 27 januari 2014. Arkiverad från originalet den 15 maj 2014. https://web.archive.org/web/20140515053923/http://www.landskronabois.com/2014/01/27/sabola-har-utsett-arets-boisare-2013/. Läst 9 april 2015.
56. ↑  ”Max Mölder en veteran i laget”. Landskrona BoIS. 6 april 2012. Arkiverad från originalet den 9 april 2015. https://archive.is/20150409220543/http://www.landskronabois.com/2012/04/06/max-molder-en-veteran-i-laget/. Läst 9 april 2015.
57. ↑  http://www.hd.se/sport/2014/12/03/zvezdan-tar-over-bois/
58. ↑  https://www.svenskafans.com/fotboll/bois/fullt-fortroende-for-milosevic-531484.aspx
59. ↑  https://www.svenskafans.com/fotboll/bois/kvalchansen-mikroskopisk-efter-slarv-537910.aspx
60. ↑  https://www.sydsvenskan.se/2016-08-25/1900-folj-och-kommentera-landskronamff
61. ↑  https://www.aftonbladet.se/sportbladet/fotboll/a/BJmXjG/landskronas-skrall--slog-ut-mff
62. ↑  https://www.hd.se/story/landskrona-bois-tillbaka-i-superettan
63. ↑  https://www.aftonbladet.se/sportbladet/a/JP4Em/landskrona-klart-for-superettan
64. ↑  https://www.expressen.se/kvallsposten/sport/fotboll/superettan/styrelsen-avgar-mitt-i-stormen/
65. ↑  https://www.aftonbladet.se/sportbladet/fotboll/a/rL1zgR/landskrona-fick-oavgjort-mot-helsingborg--kvitterade-i-93e
66. ↑  https://www.hd.se/2018-10-20/bois-valdigt-nara-degradering-till-division-1
67. ↑  ”Truppen”. Landskrona BoIS. https://landskronabois.se/truppen/. Läst 26 augusti 2024.
68. ↑  ”Landskrona BoIS”. SvFF. Arkiverad från originalet den 30 april 2024. https://web.archive.org/web/20240430145921/https://www.svenskfotboll.se/lagsida/landskrona-bois/25522/. Läst 26 augusti 2024.
69. ↑  ”Landskrona BoIS”. fotbolltransfers.com. https://fotbolltransfers.com/klubbar/sverige/landskrona-bois/47. Läst 26 augusti 2024.
70. ↑  ”Truppen”. Landskrona BoIS. https://landskronabois.se/truppen/. Läst 26 augusti 2024.
71. ↑  ”Landskrona BoIS”. SvFF. Arkiverad från originalet den 30 april 2024. https://web.archive.org/web/20240430145921/https://www.svenskfotboll.se/lagsida/landskrona-bois/25522/. Läst 26 augusti 2024.
72. ↑  ”Landskrona BoIS”. fotbolltransfers.com. https://fotbolltransfers.com/klubbar/sverige/landskrona-bois/47. Läst 26 augusti 2024.
73. ↑  Född i Sverige, valde att representera Gambia.
74. ↑  Född i Sverige, valde att representera Mali.
75. ↑  Född i Kongo-Kinshasa, valde att representera Rwanda.
76. ↑  Född i Sverige, valde att representera Afghanistan.
77. ↑  Uppväxt i Sverige, valde att representera Afghanistan.
78. ↑  Född i Sverige, valde att representera Libanon.
79. ↑  Född i Sverige, valde att representera Palestina.
80. ↑  Född i dåvarande Jugoslavien och nuvarande Kosovo, valde att representera Albanien.
81. 1 2 3  Född i dåvarande Jugoslavien.
82. ↑  Född i Sverige, valde att representera Bosnien och Hercegovina.
83. ↑  Född i Sverige, valde att representera Bosnien och Hercegovina.
84. ↑  Född i Finland och uppväxt i Sverige, valde att representera Finland.
85. ↑  Född i Sverige, valde att representera Island.
86. ↑  Född i Sverige, valde att representera Kosovo.
87. ↑  Född i Sverige, valde att representera Kosovo.
88. ↑  Född i Sverige, valde att representera Makedonien.
89. ↑  Född i Schweiz, har representerat både Schweiz och Italien.
90. ↑  Född i England, uppväxt i Skottland.
91. ↑  Född i dåvarande Sovjetunionen.
92. ↑  Född i Portugal, valde att representera Kanada.
93. ↑  Född i Guinea av föräldrar från Liberia, valde att representera Kanada.
94. ↑  Född i Venezuela, uppväxt i USA.
95. ↑  Uttagen för Sverige till OS 1920.
96. 1 2 3  Uttagen som reserv för Sverige till VM 1938.
97. ↑  Uttagen för Sverige till VM 1974.
98. ↑  Uttagen för Palestina till Asiatiska mästerskapet 2019, Arabiska mästerskapet 2021 och Asiatiska mästerskapet 2023.
99. ↑  Åke Jönsson. Ett fotbollslags historia, del 1. 1975. s 232
100. 1 2 3 4  Malmö FF statistik, http://www.mff.se/sv-SE/aktuellt/media/nyhetsarkiv/2004/2004-05-11_1312 Arkiverad 27 juni 2018 hämtat från the Wayback Machine.
101. ↑  Datum – Date
102. ↑  Publik – Åke Jönsson, "Ett fotbollslags historia 1915–2015" (A Football Team's History), s. 240
103. ↑  Åke Jönsson, s. 267
104. ↑  Åke Jönsson s. 261
105. ↑  Åke Jönsson, s. 225
106. ↑  Åke Jönsson, p. 266
107. ↑  Åke Jönsson, p. 396
108. ↑  ”Arkiverade kopian”. Arkiverad från originalet den 3 oktober 2017. https://web.archive.org/web/20171003075238/https://www.allsvenskan.se/tabell/arkiv-2003/. Läst 13 mars 2022.
109. ↑  https://www.allsvenskan.se/tabell/arkiv-2004/(SLOW [död länk], press the button for attendance)
110. ↑  Åke Jönsson, p. 362
111. ↑  https://www.allsvenskan.se/tabell/arkiv-2002/(SLOW [död länk], press the button for attendance)
112. ↑  ”BoIS tillbaka i superettan”. HD. https://www.hd.se/2017-11-04/folj-och-kommentera-bois-karlskrona. Läst 23 augusti 2018.
113. ↑  ”Landskrona BoIS!”. landskronahistoria.se. Arkiverad från originalet den 21 februari 2014. https://web.archive.org/web/20140221182835/http://www.landskronahistoria.se/foreningar/bois.html. Läst 5 februari 2014.
114. 1 2  https://biblioteket.stockholm.se/titel/109722
115. ↑  http://mhforlag.se
116. 1 2  http://www.hd.se/2005-06-29/reggaerytmer-ska-peppa-bois-arna
117. ↑  ”Skivor”. prebenspagar.se. Arkiverad från originalet den 24 oktober 2016. https://web.archive.org/web/20161024223638/http://prebenspagar.se/skivor.asp. Läst 19 mars 2017.
118. ↑  https://open.spotify.com/album/1gmtMiz184Z0rNdytgkHaz
119. ↑  https://open.spotify.com/album/6OB5nptlLRLyNU7WVfyrJj
120. ↑  https://open.spotify.com/album/5mep65RcIXl07opTM2jvde
121. ↑  http://www.landskronadirekt.com/2010/03/16/karlslunds-orkester-manar-till-randig-kamp/
122. ↑  http://www.kingsizemag.se/musik/emilush-gor-lat-om-landskronas-fotbollslag-landskrona-bois/
123. ↑  https://www.hd.se/2015-12-14/rude-bois-hyllar-pa-nytt